# Morača
 Ovo je glavno značenje pojma Morača. Za druga značenja pogledajte Morača (razdvojba).
Morača je rijeka u Crnoj Gori. Izvire na njenom sjeveru, ispod planine Rzača. Uglavnom teče u pravcu juga prelazeći 113 kilometara po satu, prije slijevanja u Skadarsko jezero.
U svom sjevernom dijelu, Morača je brza planinska rijeka, te je presijeca Kanjon Morače sjeverno od Podgorice. Nakon spajanja sa svojim najvećim pritokom, Zetom, sjevernije od Podgorice, Morača ulazi u Zetsku dolinu. Teče kroz tu crnogorsku ravnicu sve dok se ne ulije u Skadarsko jezero.
Morača je relativno mala rijeka, nešto više od 100 m široka i uglavnom plitka, pa zbog toga njen tok nije mijenjan. Njen kanjon je dio glavnog puta preko kojeg se dolazi do Crnogorskog primorja i Podgorice, te sjevernog dijela Crne Gore i Srbije. Taj put se smatra vrlo opasnim, te bi se u budućnosti trebao zaobilaziti.
Morača se smatra jednim od simbola Podgorice, te je najveća rijeka koja teče kroz ovaj grad.

## Vanjske poveznice

### Ostali projekti
|  | Zajednički poslužitelj ima stranicu o temi Morača    |
|  | Zajednički poslužitelj ima još gradiva o temi Morača |